# Macaranga suleensis
Macaranga suleensis är en törelväxtart som beskrevs av Timothy Charles Whitmore. Macaranga suleensis ingår i släktet Macaranga och familjen törelväxter. Inga underarter finns listade i Catalogue of Life.